# Бергман, Элеонора
Элеонора Бергман (пол. Eleonora Bergman; род. 22 октября 1947 года, Лодзь, Польская Республика) — польский историк архитектуры, в 2007—2011 годах — директор Еврейского исторического института в Варшаве.

## Биография
Родилась в еврейской семье, как дочь Стефана Бергмана (1904—2000) и Александры из дома Kuczkowskiej (1906—2005). Её сестрой была Zofia Bergman-Zarębska (1934—2013), биолог, доцент в Институте биохимии и биофизики Польской академии наук.
Окончила учёбу на факультете архитектуры Варшавского политехнического института. После окончания университета работала в Институте градостроительства и архитектуры, а затем в Мастерских реставрации. Сотрудничала с Институтом искусств Польской академии наук, проводя измерения памятников архитектуры во многих регионах Польши. Является автором и соавтором многочисленных исследований историко-градостроительный планов благоустройства городов, в основном в Мазовии и Силезии.
С середины 1980-х годов занимается памятниками еврейской культуры, их историей и документацией. В 1997 году в Институте истории искусств Варшавского университета получила степень доктора гуманитарных наук в области истории за диссертацию «Ориентализм в архитектуре синагог на польских землях в XIX и в начале XX века». Была стипендиаткой Международного центра исследований в области консервации и реставрации культурной собственности в Риме и дважды Memorial Foundation for Jewish Culture в Нью-Йорке. С 1991 работает в Еврейском историческом институте, в котором в 2007—2011 годах была директором. Соавтор проекта увековечивания границы варшавского гетто.
С 1 ноября 2009 года является членом Совета охраны памяти борьбы и мученичества. Член Совета фонда «Аушвиц-Биркенау».
25 октября 2012 года была награждена крестом кавалера ордена Почетного Легиона.